# Zavjesa, vrč i zdjela s voćem
Zavjesa, vrč i zdjela s voćem (fr. Rideau, Cruchon et Compotier) je slika koju je naslikao francuski postimpresionistički slikar Paul Cézanne oko 1893. ili 1894. godine.
Cézanne je bio slavan po svojim slikama mrtvih priroda koje izražavaju složene emocije dok su u isto vrijeme temeljene na pozornom promatranju stvarnosti. Slike ove vrste će dovesti do nastanka novih modernih umjetničkih pokreta početkom 20. stoljeća, kao što je kubizam.
Sliku je posjedovao niz preprodavača umjetnina (Ambroise Vollard, Cornelis Hoogendijk, Paul Rosenberg i Albert C. Barnes) dok nije završila kod britanskog kolekcionara, Carrolla Carstairsa. Dana 10. svibnja 1999. godine, ova slika je na aukciji kuće Sotheby's u New Yorku prodana za 60,5 milijuna $, dospjevši na popis najskupljih slika. Steve Wynn, koji je sudjelovao na aukciji, privatno je otkupio sliku nekoliko mjeseci kasnije od neutvrđenog prodavača, vjerojatno za manju cijenu. Kenneth Griffin ju je otkupio 2004. od Wynna.